# Cleofe Borromeo Gabrielli
Cleofe Borromeo Gabrielli (Monselice, 3 de marzo de 1440 - Gubbio, 1495) fue una poetisa italiana. Hija de Andrea Borromeo y Francesca Pio di Carpi, la tradición literaria la consigna con el apellido de su marido Filippo Gabrielli.
Después de pasar su infancia y adolescencia en la corte de Borso d'Este en Ferrara, hacia 1455 se trasladó a Gubbio, donde su padre ocupó el cargo de alcalde. Ese mismo año se celebró el matrimonio entre Cleofe y Filippo, que entonces tenía unos 40 años y ocupaba importantes cargos en la corte de Federico da Montefeltro.
De la actividad poética de Cleofe, mujer de elevada cultura literaria, hoy sólo queda un poema laudatorio en rima terceto dedicado a Borso d'Este, y que se expuso en la recepción que Filippo Gabrielli dio cuando este pasó por Gubbio, el 23 de marzo de 1471, mientras iba a Roma para recibir del Papa Pablo II el título de duque de Ferrara. El evento fue registrado por Matteo Maria Boiardo, que era parte del séquito del duque.
El poema, de tradición petrarquista, puede haber inspirado a los frescos del Salone dei Mesi en el Palazzo Schifanoia en Ferrara.
Entre sus hijos se encuentra Federico, que en 1483 se unió en matrimonio con la poetisa Contarina Ubaldini della Carda, hija de Guidantonio Ubaldini y de la veneciana Contarini Altadonna.